# Italispidea uruhuasi
Italispidea uruhuasi là một loài ruồi trong họ Tachinidae.